# Éric Struelens
Éric Struelens (Watermael-Boitsfort, 3. studenoga 1969.). bivši je belgijski košarkaš.
Osvojio je belgijsko košarkaško prvenstvo 7 puta, od čega 6 puta s Racingom iz Mechelena i jednom s Spirouom. Belgijski je kup osvojio 4 puta, od čega 3 s Racingom, a jednom sa Spirouom. Dvaput je bio najboljim igračem godine u Belgiji. Potom je išao igrati u inozemstvo. Prvo je bio u francuskom Paris Basket Racingu, gdj je osvojio jedno francusko prvenstvo, nakon čega je otišao u Španjolsku, u Real iz Madrida, s kojim je također osvojio prvenstvo. U Španjolskoj je još igrao za Gironu te u Grčkoj za Panellinios.
Bio je ključnim igračem belgijske reprezentacije koja je došla do završnog turnira europskog prvenstva 1993. godine. To je bilo posljednji put kad su Belgijanci uspjeli dođi do završnog dijela natjecanja nekog velikog međunarodnog natjecanja.

## Vanjske poveznice
- Službene stranice  Arhivirana inačica izvorne stranice od 6. rujna 2011. (Wayback Machine)